# Johannes Pietsch
Johannes Pietsch, művésznevén JJ (Bécs, 2001. április 29. – ) osztrák-filippínó operaénekes, zeneszerző,  kontratenor. Ő képviselte Ausztriát a 2025-ös Eurovíziós Dalfesztiválon Bázelben, a Wasted Love című dalával, amit meg is nyert.

## Magánélete
Pietsch Bécsben született egy osztrák IT-szakember és egy Fülöp-szigeteki szakácsnő fiaként, majd Dubajban nőtt fel. 2016-ban a család visszaköltözött Ausztriába.
Német anyanyelvén kívül angolul, franciául és tagalogul is beszél.
A queer.de portálnak adott interjúban queernek vallotta magát. Az Eurovíziós Dalfesztiválon aratott győzelmét követően Pietsch elmondta, hogy a partnere férfi, és Bécsben él.

## Pályafutása

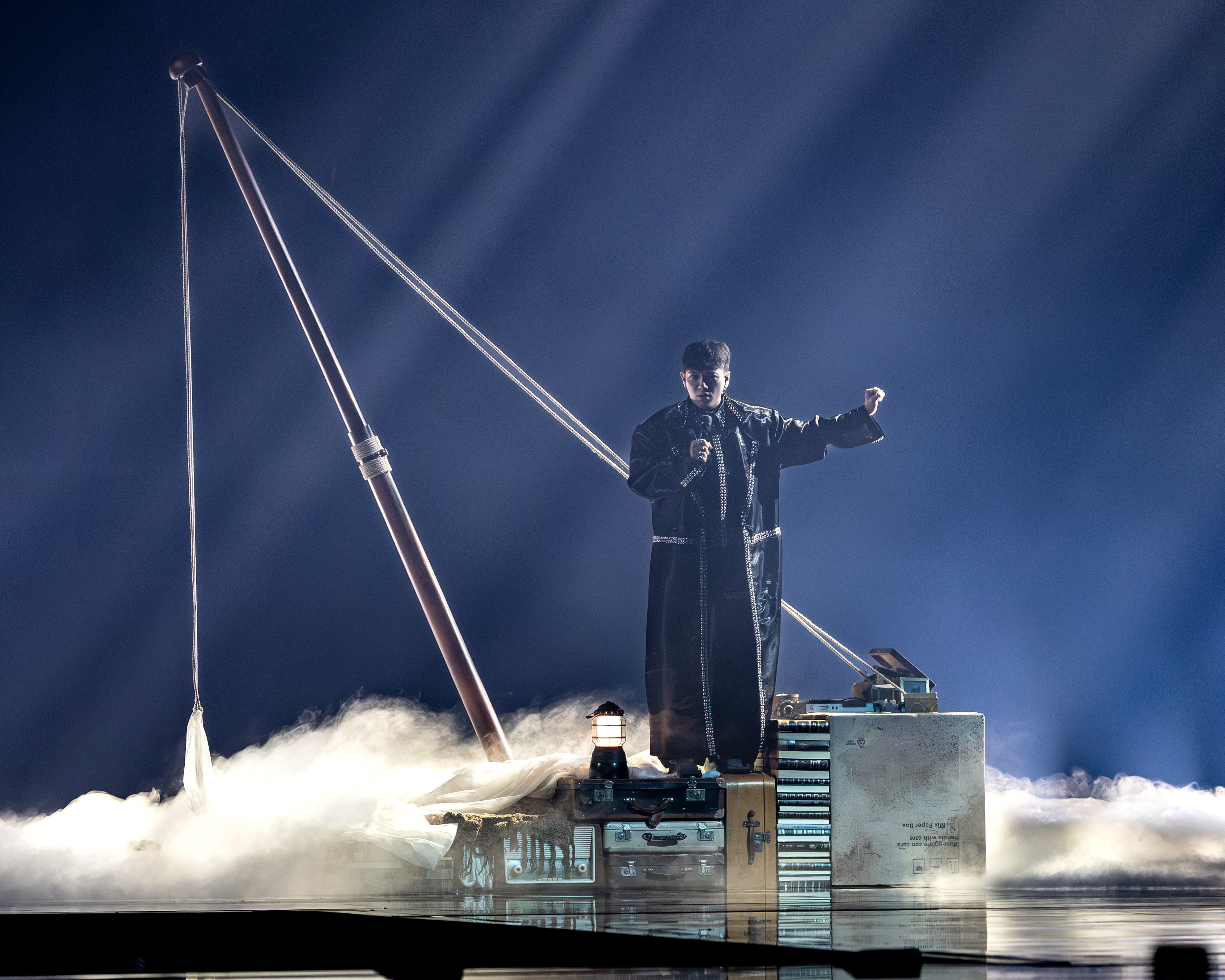
Az Eurovíziós Dalfesztiválon

2020-ban részt vett a The Voice brit változatának tehetségkutató műsorában, miután lekéste a jelentkezési határidőt a német The Voice-ra. A következő évben jelentkezett az osztrák Starmania tehetségkutatóba, ahol egészen az első döntőig jutott.
Jelenleg a Bécsi Állami Operaházban dolgozik, és számos produkcióban vett részt, többek között A varázsfuvola, a Von der Liebe Tod, a Tschick és sok más klasszikus remekmű előadásában. A színpadon kívül is folyamatosan fejleszti művészetét: klasszikus zenét tanul a Bécsi Zene- és Művészeti Magánegyetemen, ahol Linda Watson irányítása alatt képezi magát.
2025. január 30-án az ORF bejelentette, hogy az énekes képviseli Ausztriát az Eurovíziós Dalfesztiválon. Versenydalának a címe Wasted Love volt, mely pop-opera stílusban íródott. A dalt 2025 március 6-án mutatták be hivatalosan. Versenydala 436 pontot gyűjtött össze (258-at a szakmai zsűritől, 178-at a nézői szavazáson), ezzel a 2026-os Eurovíziós Dalfesztivál rendezési jogát is elnyerte Ausztria számára.

## Diszkográfia

### Kislemezek
- Wasted Love (2025)